# Alexandre Dumas padre
Alexandre Dumas (Villers-Cotterêts, 24 luglio 1802 – Neuville-lès-Dieppe, 5 dicembre 1870, detto Alexandre Dumas padre per distinguerlo dal figlio omonimo) è stato uno scrittore e drammaturgo francese.
Vicino ai romantici e rivolto al teatro, si orientò poi ai romanzi storici, come la trilogia dei moschettieri, composta da  I tre moschettieri, Vent'anni dopo e Il visconte di Bragelonne, o altri celeberrimi come Il conte di Montecristo, La regina Margot, La dama di Monsoreau, Il tulipano nero.
È uno tra gli autori più tradotti al mondo e dai suoi libri sono stati tratti numerosi adattamenti cinematografici e televisivi. Fu il padre di due scrittori: il figlio omonimo, Alexandre Dumas, e Henry Bauër. 

## Biografia
Alexandre Dumas, nato Alexandre Davy de la Pailleterie, era figlio di Marie-Louise Labouret (1769-1838) e di un generale della Rivoluzione francese, il quale in seguito combatté al fianco di Napoleone, Thomas Alexandre Davy de La Pailleterie, noto in Francia come "Generale Dumas". Il generale era di origini etniche miste, in quanto figlio di un marchese francese e una schiava di etnia africana originaria di Haiti, detta la femme du mas ('la donna della masseria'); lo scrittore Dumas era quindi per un quarto di ascendenza afro-caraibica. Il "Général Dumas", padre dello scrittore, era un uomo dal carattere fiero (per il suo coraggio in battaglia era soprannominato "il diavolo nero"), ed essendo in disaccordo con il proprio padre, il marchese, ne ripudiò il titolo nobiliare e il cognome e assunse il cognome, anzi il soprannome, della madre (Du-mas, appunto). Inoltre il generale Dumas, non approvando la politica imperialistica di Napoleone, glielo disse apertamente e fu di conseguenza imprigionato per insubordinazione. In seguito fu liberato, ma, catturato dal re di Napoli Ferdinando I, fu imprigionato, e scarcerato per le cattive condizioni di salute dopo ben due anni.
Il generale morì malato (soffriva di cancro) e povero, quando suo figlio, il futuro scrittore, aveva solo tre anni e mezzo: Alexandre fu quindi allevato dalla madre, Marie-Louise Elisabeth Labouret, che gestiva un piccolo spaccio di tabacchi. I suoi studi non poterono essere molto approfonditi, data la penuria di denaro, ma molto presto il futuro scrittore manifestò uno spiccato interesse per la letteratura di ogni genere. A causa delle ristrettezze economiche, si mise a lavorare nell'albergo del nonno materno, Charles Labouret, che si trovava sulla strada per Soissons: qui Alexandre fu anche iniziato alla cucina. In seguito, nel 1823, si trasferì a Parigi, dove a 21 anni entrò al servizio di Luigi Filippo, duca di Orléans (che dopo divenne Re dei Francesi) come copista. 

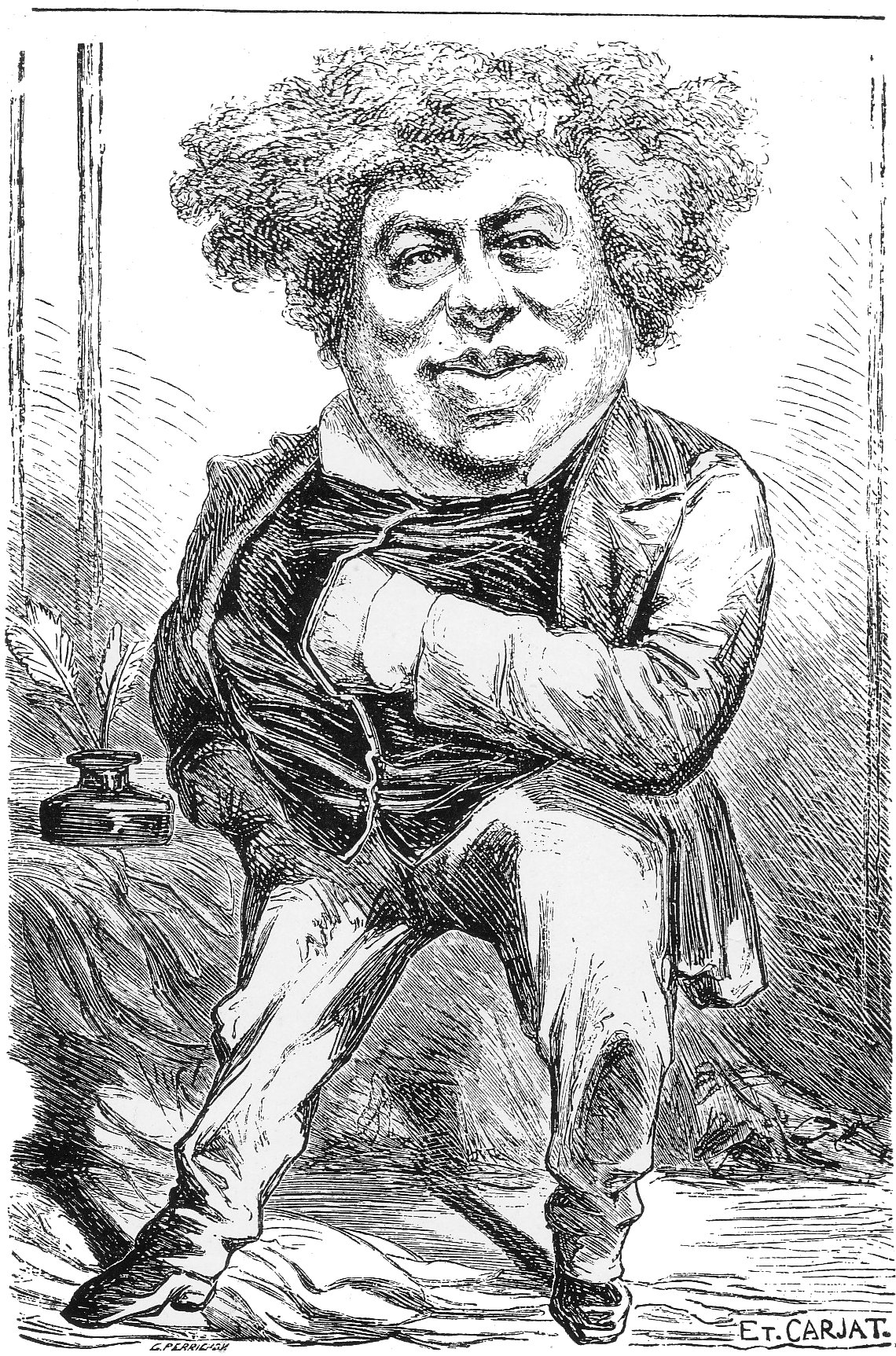
Una caricatura di Alexandre Dumas

Nel luglio del 1824, da una sua relazione con la sarta Catherine Labay (1793-1868), nacque il figlio omonimo Alexandre Dumas. Parallelamente Dumas iniziò a scrivere testi per il teatro e a proporli agli impresari e ai grandi attori dell'epoca. Il suo Henri III et sa cour (Enrico III e la sua corte), primo esempio di dramma romantico, fu rappresentato alla Comédie-Française nel 1829 e fu ampiamente acclamato dal pubblico; e lo stesso avvenne l'anno dopo con il dramma Christine. Dumas poté quindi abbandonare il suo impiego come copista e divenne uno scrittore a tempo pieno. Dumas fu un autore eccezionalmente prolifico e per tutta la sua carriera ottenne uno straordinario successo di pubblico, sia nel genere del dramma romantico sia in quello del romanzo storico, al quale si dedicò in seguito.
Le sue tre opere letterarie più note, La regina Margot, I tre moschettieri e Il conte di Montecristo (anche se non si possono non citare almeno Vent'anni dopo e Il visconte di Bragelonne, continuazioni de I tre moschettieri), furono pubblicate a puntate sui giornali a partire dal 1844: la prima sulla rivista La Presse, la seconda sulla rivista Le Siècle, la terza sul Journal des débats. L'attesa dei lettori per l'uscita del capitolo successivo era febbrile, e Dumas, sapendolo, era abilissimo nel creare colpi di scena: indubbiamente Dumas si può considerare il padre del feuilleton. Aveva anche uno stuolo di collaboratori che lo aiutavano a scrivere, tra cui anche Gérard de Nerval. George Sand, sua amica, diceva di lui: Il lui a fallu des excès de vie pour renouveler cet énorme foyer de vie ('Ha avuto bisogno di eccessi di vita per rinnovare questo enorme focolaio di vita').

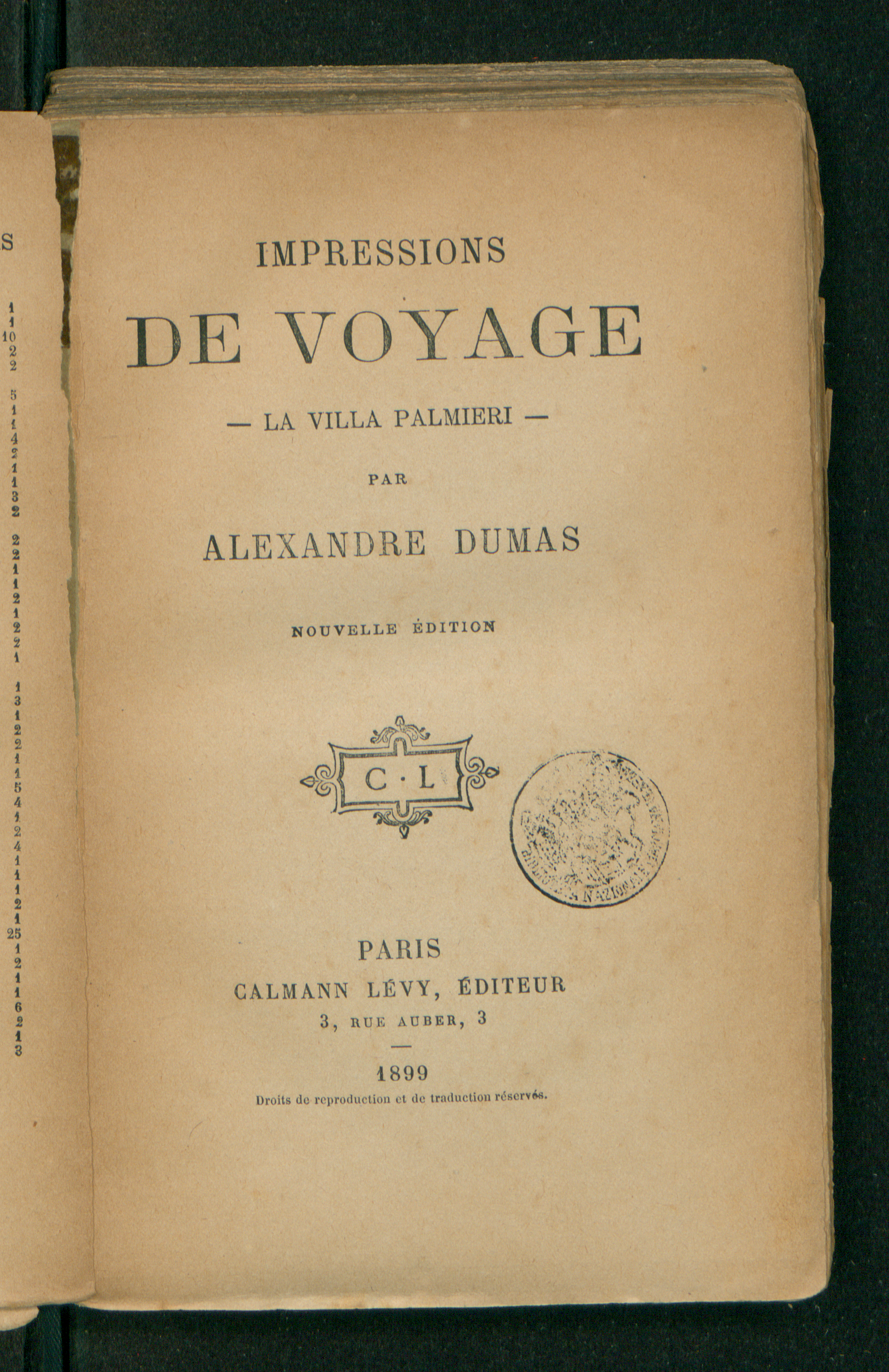
Impressions de voyage, 1899. Da BEIC, Biblioteca digitale

Nel 1843 sposa Marguerite Ferrad in arte Ida Ferrier, un'attrice (1811-1859). I due vissero come separati in casa: ognuno faceva la propria vita. Nel 1844 Dumas acquistò un terreno a Marly-le-roi e vi fece costruire il suo "Castello di Montecristo", un edificio eclettico ispirato agli stili del Rinascimento, del barocco e del gotico, con annesso un padiglione neogotico, che egli chiamava "Château d'If", che fungeva da studio per l'artista. Tra il 1846 e il 1847 fece costruire e inaugurare un proprio teatro, che chiamò Théâtre-Historique ('Teatro Storico'). Questo spazio accolse le opere teatrali dei più grandi autori del passato: Shakespeare, Goethe, Calderón de la Barca, Schiller. Sfortunatamente, però, il teatro fallì nel 1850. Rovinato dai debiti, lo scrittore fu costretto a vendere all'asta il suo castello e nel 1851, inseguito da più di centocinquanta creditori, dovette riparare in Belgio. Da lì fece anche un viaggio attraverso i Paesi Bassi e la Germania. Nel 1854, risolti i problemi finanziari, ritornò a Parigi. Visitando le Eolie, tenne un diario di viaggio, in cui raccontava di cinque giorni in barca insieme all'amico pittore Louis Godefroy Jadin e al cane Milord.
Da giugno 1858 a marzo 1859 viaggiò in Russia, da San Pietroburgo sino al Caucaso. Le vicissitudini di questo viaggio vennero raccontate nel volume Le Caucase che lo scrittore pubblicò nel 1859 e nel quale dedicò molto spazio al conflitto russo-ceceno. Nel 1860 decise di realizzare Il grande viaggio di Ulisse e iniziò una crociera nel Mediterraneo; saputo però che Giuseppe Garibaldi era partito per la Spedizione dei Mille, lo raggiunse per mare, fornendogli, con i soldi messi da parte per il suo viaggio, armi, munizioni e camicie rosse. Fu testimone oculare della battaglia di Calatafimi, che descrisse ne I garibaldini, pubblicato nel 1861. Dumas, che era stato il contatto tra Garibaldi ed il ministro dell'interno del neocostituito governo liberale Liborio Romano, era al fianco di Garibaldi nel giorno del suo ingresso a Napoli: oltre che amico e ammiratore dello stesso Garibaldi, Dumas era come lui membro della massoneria, essendo stato iniziato nel 1862 nella Loggia napoletana "Fede italica" con Luigi Zuppetta.
Dumas fu nominato da Garibaldi "Direttore degli scavi e dei musei", carica che mantenne per tre anni (1861-1864), sino a quando, a causa dei malumori dei napoletani, che mal digerivano che uno straniero occupasse un tale incarico, preferì dimettersi e rientrare a Parigi. Nello stesso periodo Garibaldi lo incaricò di fondare il giornale garibaldino L'Indipendente, che anche diresse; il giornale continuò a essere stampato fino al 1876, e curatore della redazione italiana fu Eugenio Torelli Viollier, futuro fondatore del Corriere della Sera. Dumas scrisse anche una monumentale storia de I Borboni di Napoli. Nel corso del suo soggiorno a Napoli, ebbe modo di conoscere bene la città e i suoi abitanti, che descrisse in modo mirabile in alcuni suoi libri quali Il Corricolo e La San-Felice, biografia romanzata di Luisa Sanfelice. Dal 1865 al 1867 lo scrittore viaggiò attraverso l'Austria, il Regno d'Ungheria, l'Italia e la Germania.
Fu amico di Giuseppe Garibaldi e libero muratore.
Nel settembre del 1870, dopo una malattia vascolare che lo lasciò semiparalizzato, si trasferì nella villa di suo figlio Alexandre (l'autore de La signora delle camelie) a Puys, frazione di Neuville-lès-Dieppe (dal 1980 quartiere del comune di Dieppe), dove morì il 5 dicembre. Prima di morire nel 1870 iniziò a scrivere un ultimo grande romanzo, che, ambientato in età napoleonica, doveva chiudere il ciclo dei romanzi storici iniziato con La regina Margot e I tre moschettieri: Il cavaliere di Sainte-Hermine.
I suoi resti sono stati trasferiti al Panthéon di Parigi nel 2002, senza rispettare le sue ultime volontà di "rientrare nella notte dell'avvenire nello stesso luogo dal quale sono uscito dalla vita del passato, in quell'affascinante cimitero (di Villers-Cotterêts) che ha più l'aria di un'aiuola fiorita dove fare giocare i bambini che di un posto per far dormire i cadaveri".

## Opere

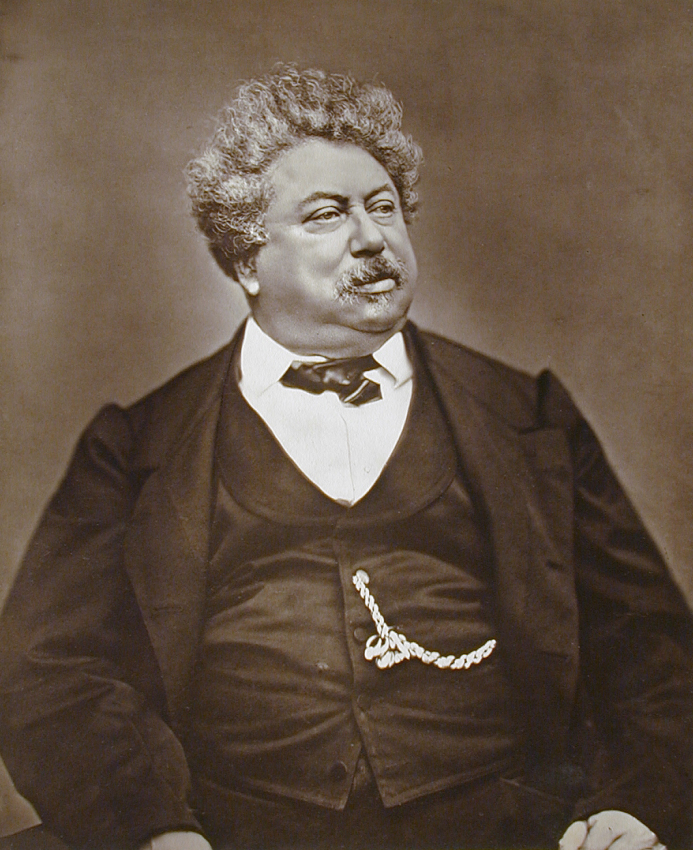
Alexandre Dumas ritratto da Étinne Carjat

Gli scritti di Alexandre Dumas padre occupano 257 volumi, cui vanno aggiunti i venti volumi delle sue memorie.

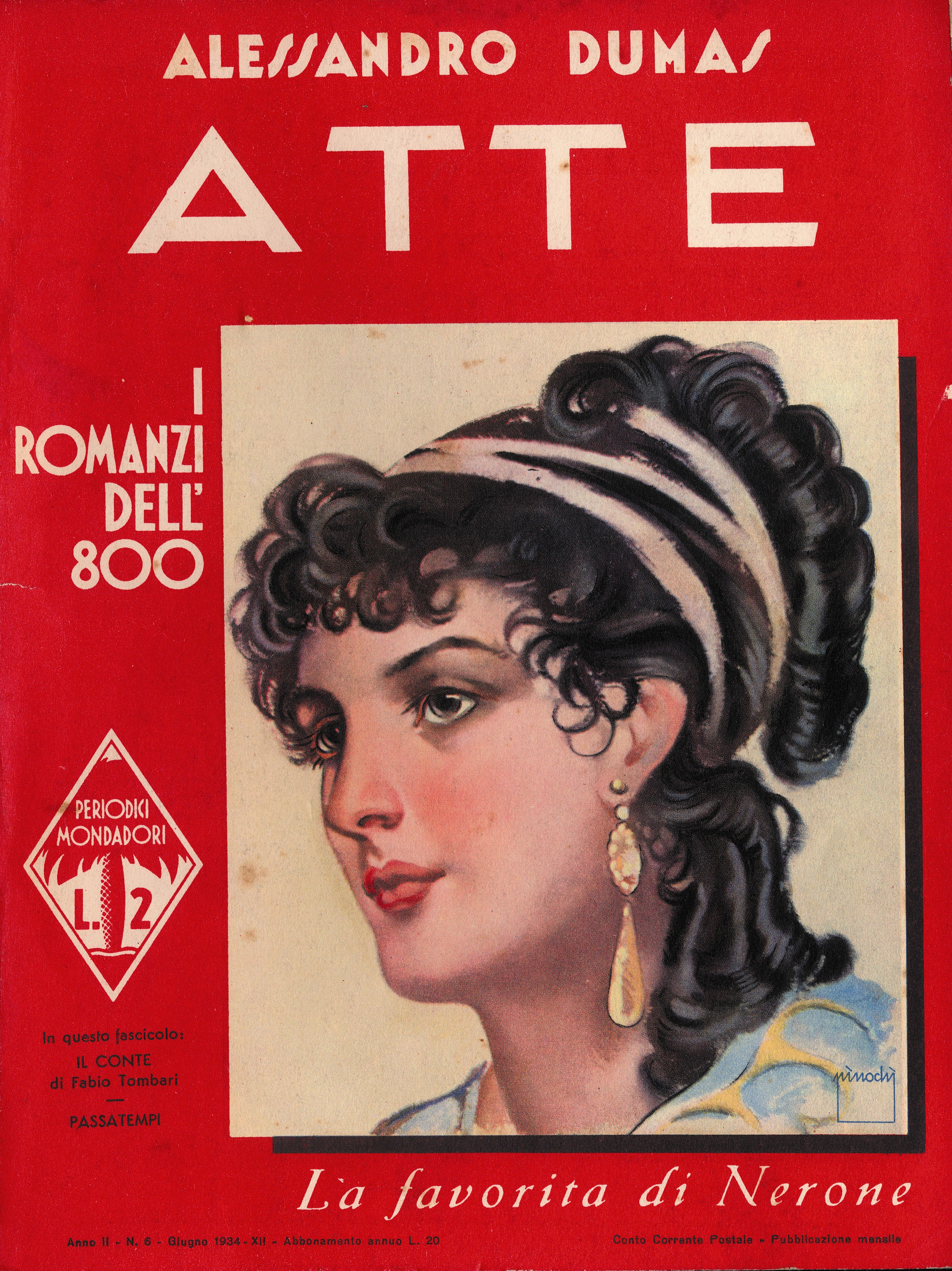
Sovraccoperta del romanzo storico Atte - La favorita di Nerone di Dumas, collana I romanzi dell'800, Mondadori, 1934

### Grandi romanzi e cicli romanzeschi

#### Romanzi della Régence
- Il cavaliere d'Harmental (1842)
- Une fille du Régent (1845)

#### Trilogia dei Moschettieri
- I tre moschettieri (1844)
- Vent'anni dopo (1845)
- Il visconte di Bragelonne (1848)

#### Ciclo degli ultimi Valois (o delle guerre di religione)
- La regina Margot (1845)
- La dama di Monsoreau (1846)
- I Quarantacinque (1847-1848)

#### Ciclo di Maria Antonietta e della Rivoluzione (oMemorie di un medico)
- Giuseppe Balsamo, 1846
- La collana della regina, 1849-1850
- Angelo Pitou, 1851
- La contessa di Charny, 1852-1855
- Il cavaliere di Maison-Rouge (1845-1846) [formalmente non ne fa parte, ma segue gli eventi]

#### La Casa di Savoia
- Casa di Savoia, dal 1555 al 1850. Romanzo storico, 4 tomi, Torino, Claudio Perrin, 1852-1856 e 1863-1864
  - Emmanuel Philibert, ou la France et l'Italie au XVIe siècle, 1852
  - Emmanuel Philibert - Léone-Léona, 1853
  - Terzo tomo pubblicato nel 1855, composto da due parti:
    - Mémoires de Jeanne d'Albert de Luynes, comtesse de Verrue, surnommée la Dame de Volupté
    - Charles Emmanuel III (dal 1730 al 1773)

  - De Victor Amédée III à Charles Albert (dal 1773 fino al 1849) [quarto volume pubblicato nel 1856; l'autore di questo volume non è Dumas e non è mai stato successivamente riprodotto nelle sue opere]

#### Les Mohicans de Paris
- Les Mohicans de Paris, 1854-1855
- Salvator, 1855-1859

#### Ciclo della Repubblica Partenopea
- La Sanfelice (1864-65) (romanzo)
- Le confessioni di una favorita (1865) (romanzo)

#### Trilogia di Sainte-Hermine
- I Compagni di Jehu (1857)
- I Bianchi e i Blu (1867)
- Il cavaliere di Sainte-Hermine (1869, incompiuto)

### Altri romanzi
- Chroniques de France:
  - Isabel de Bavière, 1835
  - La Comtesse de Salisbury, 1836 in feuilleton, poi in volume nei 1839 e 1848.
- Pascal Bruno. Histoire d'un brigand sicilien, 1838 - storia romanzata del bandito Pasquale Bruno
- Pauline, 1838
- La Salle d'armes, 1838 [raccolta, contiene Pauline, Pascal Bruno, e Murat]
- Le Capitaine Paul, 1838
- Il capitano Pamphile, 1839
- Acté, 1838
- Aventures de John Davys, 1840
- Othon l'archer, 1840
- Le Maître d'armes, 1840 in feuilleton
- Georges, 1843
- Ascanio ou l'Orfèvre du roi, 1843[13]
- Amauri, 1843[13]
- Albine, a Bruxelles, 1843; col titolo Le Château d'Eppstein in Francia, 1844
- I fratelli corsi, 1844
- Sylvandire, 1844[14]
- Fernande, 1844[15]
- Cécile ou la Robe de noces, 1844
- Gabriel Lambert, 1844
- La guerra delle donne (La Guerre des femmes), 1845[16]
- Il bastardo di Mauleon (Le Bâtard de Mauléon), 1846[14]
- Il tulipano nero, 1850
- La Colombe, 1850[17] N 41
- Le Trou de l'enfer, 1850
- Dieu dispose, 1851
- Olympe de Clèves, 1851[14]
- Conscience l'innocent, 1852
- Le Pasteur d'Ashbourne, 1853
- Isaac Laquedem, 1853 (incompiuto)
- Ingénue, 1853[18]
- La Jeunesse de Pierrot, 1854
- Le Capitaine Richard,[13] 1854 in Belgio
- Catherine Blum, 1854
- El Salteador, 1854
- Le Page du Duc de Savoie, 1854-1855
- Le Meneur de loups, 1857[19]
- Le Chasseur de sauvagine, 1858[20]
- Ainsi soit-il !, 1858 in feuilleton; col titolo Madame de Chamblay, 1862
- Les Louves de Machecoul, 1858[19]
- Black, 1858
- L'Horoscope, 1858 (incompiuto)
- Le Médecin de Java, 1859 in Belgio[21]; col titolo L'Île de feu, 1871
- Histoire d'un cabanon et d'un chalet, 1859 in Belgio; poi Monsieur Coumbes : Roman marseillais, 1860; col titolo Le Fils du forçat, 1865[19]
- Jacquot sans oreilles, 1859 in Belgio; poi in Francia, 1873
- Une aventure d'amour : un voyage en Italie, 1859-1860; in volume, 1862
- Le Père La Ruine, 1860[22]
- Les Drames galants - La Marquise d'Escoman, 1860[19]
- Mémoires d'Horace, 1860 in feuilleton; in volume, 2006
- L'assassinio di rue Saint-Roch, pubblicato a puntate su L'Indipendente tra il 28 dicembre 1860 e l'8 gennaio 1861[23]
- Une nuit à Florence sous Alexandre de Médicis, 1861
- René d'Argonne, le volontaire de 92 ou René Besson, mémoires d'un volontaire de 92, 1862 in feuilleton (incompiuto)
- Pietro Monaco sua moglie Maria Oliverio e i loro complici, 1864, sul quotidiano L'Indipendente dal 4 marzo al 9 aprile (7 capitoli);[24]; ripubblicato in Francia nella rivista Le Journal Illustré, n° 16 del 29 maggio 1864, col titolo "Madame de Monaco. Histoire de brigandes".
- Souvenirs d'une favorite ou Confessions d'une favorite, 1864[25]
- La sfinge rossa (1866) - pubblicato a puntate sulla rivista "Les Nouvelles" col titolo Le Comte de Moret, è stato ripubblicato con questo nome solo nel 1946[26]
- Parisiens et Provinciaux, 1866 in feuilleton[19]
- Il conte di Mazara, pubblicato a puntate sul giornale Le Mousquetaire nel 1866, è uscito in volume in Francia nel 2019; traduzione di Viviana Carpifave, Palermo, Il Palindromo, 2021.
- La Terreur prussienne, 1867 in feuilleton, dopo il 1868 in volume
- Création et Rédemption, 1869-1870 in feuilleton; 1872, in volume

### Viaggi

#### Resoconti e Impressioni dei viaggi
- In viaggio sulle Alpi (Impressions de voyage: En Suisse, 1833-1834 e 1837; col titolo Ein Suisse, 1860) [ma versione italiana ridotta]
- Nouvelles Impressions de voyage: Le Midi de la France, 1841; Excursions sur les bords du Rhin, 1841-1842
- Racconti di viaggi in Italia:
  - Une année à Florence, 1841
  - La Villa Palmieri, 1842
  - Le Capitaine Arena, 1842
  - Le Speronare, 1842
  - Il Corricolo (Le Corricolo), 1843
- Impressions de voyage: Espagne et Afrique
  - De Paris à Cadix, 1847-1848
  - Le Véloce ou Tanger, Alger et Tunis, 1848-1851
- Impressions de voyage: Russie et Caucase
- Voyage en Russie, 1858-1862
  - Pubblicato a puntate sulle riviste: Le Monte-Cristo (1858-1859), Siècle (1861) e Le Monte-Cristo (1862). Prima edizione parziale nel 1860 col titolo De Paris à Astrakan; II ed. nel 1865 col titolo: Impressions de Voyage: En Russie.
- Il Caucaso (Le Caucase ou Voyage au Caucase)), 1859
  - La parte riguardante il conflitto russo-ceceno si trova in: La Guerra Santa-Viaggio tra i ribelli ceceni, ISBN 88-498-0348-6

#### Giornali di viaggi scritti con altri autori
- Nouvelles Impressions de voyage: Quinze jours au Sinaï, 1838
  - Scritto in collaborazione con l'amico Adrien Dauzats, autore di un viaggio nel 1830 col barone Taylor.
- Un Gil Blas en Californie ou Californie: un an sur les bords du San Joaquin et du Sacramento, 1852
  - In collaborazione con Bénédict-Henry Révoil.
- Pèlerinage de Hadji-abd-el-Hamid-Bey, 1854-1855 in giornale e 1855-1856 in volume, in base al viaggio di Louis du Couret
- L'Arabie heureuse, souvenirs de voyages en Afrique et en Asie par Hajji 'Abd al-Hamid Bey, 1857-1858 in feuilleton, poi 1860 in volume. Seguito del precedente.
- Marie Giovanni, journal d'une parisienne en voyage, 1855
- D'après le voyage de Marie Callégari, la cui identità fu rivelata nel 1979.
- Les Baleiniers : Voyage aux terres antipodiques. In base al giornale del dottor Félix Maynard, 1858

### Altro
- Mastro Adamo, il calabrese (1840)
- Cherubino e Celestino (1840)
- La cappella gotica (romanzo)
- Orrore a Fontenay (romanzo)
- Un'amazzone (racconto)
- La donna dal collier di velluto (1849)
- Storia della donna pallida (1849)
- Conversations à Turin avec Teofilo Barla (1853)
- Grande dizionario di cucina (1870) (pubblicato postumo nel 1873)

### Scritti sull'arte e gli artisti
- Le Tasse, 1839
- Un Alchimiste au dix-neuvième siècle, 1843. Presente come prefazione alla prima edizione de La Villa Palmieri. Biografia di Henri de Ruolz.
- La Galleria di Firenze (La Galerie de Florence), sotto la direzione di Lorenzo Bartolini, Giuseppe Bezzuoli e Samuele Jesi [dal 1845 si aggregò Carlo Markò], Firenze, Presso la Società Editrice (Tip. Vincenzo Batelli), 1841-1851; gli ultimi 8 fascicoli, editi dal 1856 per Le Monnier, da Achille Paris. 
  - testi estratti dall'opera vengono ripresi in Francia dall'editore M. Lévy nei seguenti volumi: Les Médicis (1860), Trois Maîtres (1861), Italiens et Flamands (1862).
  - La Galerie de Florence racontée par Alexandre Dumas, Édition établie, présentée et annotée par Cristina Farnetti et Jocelyn Fiorina, 7 volumi, con 700 immagini, Paris, Editions du Chêne, 2024, ISBN 978-28-123-2137-5, pp. 1926.
  - Les Médicis, 1845.
    - Storia del Governo della Toscana sotto la casa de' Medici, versione con note di Gaetano Barbieri, Milano, Borroni e Scotti, 1845.
    - I Medici. Splendore e segreti di una dinastia senza pari, trad. di Gaetano Barbieri, a cura di Viviana Carpifave, trad. di Firenze: Clichy, 2018, ISBN 978-88-679-9458-8; Collana Oscar Classici, Milano, Mondadori, 2021, ISBN 978-88-047-7631-4.

  - Michel-Ange et Raphaël Sanzio, 1845.
- Mémoires de J.-F. Talma. Écrits par lui-même et recueillis et mis en ordre sur les papiers de sa famille par A. Dumas, 1849-1850
- Une vie d’artiste : aventures et tribulations d'un comédien, 1854. Biografia di Étienne Mélingue.
- La Dernière Année de Marie Dorval, 1855
- L'Art et les artistes contemporains au Salon de 1859, 1859
- Italiens et Flamands, 1861 [con un testo inedito: Jules Romain]
- Causerie sur Eugène Delacroix et ses œuvres, 1865
- À propos de l'art dramatique, 1867
- Souvenirs dramatiques, 1867-1868 [collezione di critica letteraria e teatrale. Comprende una parte delle critiche teatrali apparse dal 1836 al 1838 su La Presse e altri articoli sul teatro pubblicati su vari giornali o raccolte, principalmente Le Mousquetaire e Le Monte-Cristo]

### Biografie e saggi storici
- Guelfes et Gibelins, 1836
- Les Stuarts, 1840 [una parte apparve col titolo: Jacques IV et Jacques V, rois d'Écosse, frammento della storia degli Stuart]
- Filles, Lorettes et Courtisanes, 1843
- Les Médicis, 1845 [estratto da La Galleria di Firenze]
- Epopea di Giuseppe Garibaldi
  - Mémoires de Garibaldi, tradotte dal manoscritto originale, 1860-1861
  - Une odyssée en 1860, 1861-1862 [prima pubblicazione in una forma accorciata col titolo Les Garibaldiens. Révolution de Sicile et de Naples, 1861; uscito come feuilleton a puntate su Le Monte-Cristo, nel 1862; in volume col titolo Viva Garibaldi ! Une odyssée en 1860, nel 2002]
    -  Viva Garibaldi. Un'odissea nel 1860, traduzione di Margherita Botto, a cura di Gilles Pécout e M. Botto, Collezione I Millenni, Torino, Einaudi, 2004, ISBN 978-88-062-0148-7.
- Naples et ses provinces, 1861-1863 [in feuilleton su Le Monde Illustré, febbraio-agosto 1861; sul quotidiano L'Indipendente, dicembre 1862-gennaio 1863, con 3 capitoli supplementari inediti in francese]
- Ali Pacha, sul quotidiano L’Indipendente, 1862 [cronaca incompiuta apparsa in italiano nel novembre e dicembre 1862; tradotta in francese in versione integrale nel 2009]
- I Borboni di Napoli (Les Bourbons de Naples), Napoli, Stabilimento Tipografico del Plebiscito, 1862-1863.[27] - monumentale opera in 7 volumi pubblicata in italiano sul giornale napoletano L'Indipendente, quotidiano napoletano di cui Dumas era direttore;[28] in francese su Le Monte-Cristo; tradotto in francese nel 2012 col titolo Les Deux Révolutions de Paris (1789) et de Naples (1799)]
- Beni demaniali - Dell'estinzione del brigantaggio (De l'origine du brigandage, des causes de sa persistance et des moyens de le détruire), Napoli, Stabilimento Tipografico, in italiano nel 1862
- Da Napoli a Roma (De Naples à Rome), pubblicato su L’Indipendente (tradotto in italiano da Eugenio Torelli Viollier) dal 1º giugno al 23 settembre 1863; in volume, 1863.

#### Storia di Francia
- Rapport au Général La Fayette sur l’enlèvement des poudres de Soissons, 1830
- La Vendée après le 29 juillet, 1831
- Gaule et France (saggio), 1833
- Murat, 1838[29]
- Napoléon, 1839-1840
- Jehanne la pucelle (1429-1431), 1842 [testo ripreso in Jeanne d'Arc, 1843]
- L'Armée française, publiée par ordre de S. A. R. Monseigneur le Duc d'Orléans, Prince Royal.
  - Histoire du 23e régiment d'infanterie de ligne, 1841.
  - Histoire du 2e régiment d'infanterie légère, 1843.
  - Histoire du 24e régiment d'infanterie de ligne, 1845.
- Histoire de deux siècles ou la Cour, l’Église et le peuple depuis 1650 jusqu’à nos jours (dal XVII al XIX secolo)[30]:
  - Louis XIV et son siècle, 1844-1845
  - La Régence, 1849
  - Louis XV, 1849
  - Louis XVI et la révolution ou Histoire de Louis XVI et de Marie-Antoinette, 1850-1851
  - Le Drame de quatre-vingt-treize ; Scènes de la vie révolutionnaire, 1851-1852
  - Le Dernier roi des français ou Histoire de la vie politique et privée de Louis-Philippe, 1852
- Les Grands Hommes en robe de chambre:
  - Henri IV, 1855[31]
  - Louis XIII et Richelieu, 1855 et 1856[32]
  - César, 1855[32]
  - Charles le Téméraire, 1857[33]
  - Octave Auguste, 1857. Incompiuto[34]
- Les Hommes de Fer (raccolta), 1867
  - Tre testi: Pépin, Charlemagne (1842) e Guelfes et Gibelins (1836), apparso con la novella La Main Droite du Sire de Giac.

#### Pamphlet
- * Montevideo ovvero una nuova Troia (Montevideo ou Une nouvelle Troie), 1850 [sull'Assedio di Montevideo ]
- Lettres de Saint-Pétersbourg ou Lettres sur le Servage en Russie, pubblicato in Le Siècle nei 1858-1859, in volume nel 1859 in Belgio
- Elles ont été ajoutées en appendice aux Impressions de voyage: En Russie en 1865.
- Le Pape devant les évangiles, l'histoire et la raison humaine, 1861. [pubblicato a Napoli]

#### Les Crimes célèbres
I Delitti celebri (Les Crimes célèbres), 1839–1840, costituiscono una collezione di 18 racconti storici.

### Teatro e libretti d'opera
Anche se oggi è più conosciuto come romanziere, Dumas ottenne il primo grande successo come drammaturgo. Il suo Enrico III e la sua corte (1829) fu il primo dei grandi drammi storici romantici, precedendo il più noto Hernani di Victor Hugo del 1830. Messo in scena alla prestigiosa Comédie-Française e interpretato da Mademoiselle Mars, un'attrice all'epoca molto famosa, il dramma di Dumas ottenne un successo enorme, costituendo una vera e propria svolta nella sua carriera di autore; l'anno successivo ebbe 50 rappresentazioni, un numero straordinario a quel tempo.
Altri grandi successi per il Dumas drammaturgo furono: Antony (1831), un dramma con un protagonista byroniano contemporaneo, considerato il primo dramma non storico romantico. Fu interpretato dalla grande rivale di Mademoiselle Mars, l'altrettanto famosa Marie Dorval e dall'attore Bocage. Seguirono La torre di Nesle (1832), un altro melodramma storico; Kean (Kean, ou Désorde et Génie, 1836), basato sulla vita del celebre attore inglese Edmund Kean e interpretato per la prima volta dall'attore francese Frédérick Lemaître. Quest'ultimo dramma è tuttora nel repertorio di molti primi attori teatrali; Vittorio Gassman ne fornì una memorabile interpretazione.
- Ivanhoé, 1822 [pièce pubblicata nel 1974]
- La Chasse et l'Amour, 1825[35]
- La Noce et l'Enterrement, 1826[36]
- Fiesque de Lavagna, 1828 [pièce pubblicata nel 1976]
- Henri III et sa cour, 1829
- La Cour du roi Pétaud, 1829 [parodia di Henri III et sa cour]
- Christine, ou Stockholm, Fontainebleau et Rome, 1830
- Napoléon Bonaparte ou Trente Ans de l’histoire de France, 1831
- Antony, 1831
- Charles VII chez ses grands vassaux, 1831
- Richard Darlington, 1831, pubblicata nel 1832
- Térésa, 1832[37]
- Le Mari de la veuve, 1832
- La Tour de Nesle, 1832[38]
- Le Fils de l'émigré, 1832 [pièce pubblicata nel 1995]
- Angèle, 1833, pubblicata nel 1834[37]
- La Vénitienne, 1834[39]
- Catherine Howard, 1834
- La Tour de Babel, 1834
- Cromwell et Charles Ier, 1835
- Le Marquis de Brunoy, 1836
- Don Juan De Marana, 1836
- Kean, ou Désordre et Génie, 1836
- Caligula, 1837, pubblicata nel 1838N 11, tragedia un cinque atti e in versi
- Paul Jones, 1838 [adattato lo stesso anno in romanzo]
- Le Bourgeois de Gand ou le Secrétaire du duc d'Albe, 1838
- Bathilde, 1839[40]
- Mademoiselle de Belle-Isle, 1839
- L'Alchimiste, 1839[41]
- Léo Burckart, 1839[41]
- Jarvis l'honnête homme ou Le Marchand de Londres, 1840[42]
- Un mariage sous Louis XV, 1841[43] (commedia)
- Jeannic le Breton, ou le Gérant responsable, 1841[39]
- Lorenzino, 1842 [adattato nel romanzo Une nuit à Florence sous Alexandre de Médicis, 1861.
- Le Séducteur et le Mari,[42] 1842
- Halifax, 1842[44]
- Le Mariage au tambour, 1842[45]
- Les Demoiselles de Saint-Cyr, 1843[46]
- Louise Bernard, 1843[46]
- L'École des princes, 1843
- Le Laird de Dumbiky, 1844[46]
- Le Garde-forestier, 1845[45]
- Un conte de fées, 1845[45]
- Échec et mat, 1846
- Intrigue et Amour, 1847
- Catilina, 1848[14] (tragedia)
- Hamlet, prince de Danemark, 1848[13]
- Le Cachemire vert, 1849
- Le Comte Hermann, 1849
- Le Connétable de Bourbon ou l'Italie au XVIe siècle, 1849
- Le Testament de César, 1849
- Trois Entractes pour l'amour médecin, 1850
- Le Vingt-quatre février ou L'Auberge de Schawasbach, 1850
- Les Chevaliers du Lansquenet, 1850
- Le Vampire, 1851[47]
- La Barrière de Clichy, 1851
- Les Âmes vaillantes, 1852
- Le Marbrier, 1854[48]
- La Conscience, 1854[49]
- La Jeunesse de Louis XIV, 1854
- Romulus, 1854 (commedia)
- L'Orestie, 1856 (tragedia)
- La Tour Saint-Jacques, 1856[50]
- Le Fils de la nuit ou le Pirate, 1856[51]
- Le Verrou de la reine, 1856
- L'Invitation à la valse, 1857[13]
- L'honneur est satisfait, 1858
- L'Envers d'une conspiration, 1860[52]
- La Veillée allemande, 1863
- Roméo et Juliette, 1864 [pièce pubblicata nel 1976]
- Les Voleurs d'or, 1864 [pièce ritrovata nel 2002]
- Valentin-Valentine o Valentin et Valentine, 1868[53]

#### Opere comiche e Oratorio
- Piquillo (opéra-comique), 1837 - con Gérard de Nerval, musica di Hippolyte Monpou.
- Samson (oratorio), 1855-1856 - pubblicato in parte nel 1856. Il manoscritto é perduto.
- Thaïs ou La Bacchante (opéra comique), 1858 - musica di Eugène Gautier. La partitura e il manoscritto andarono persi nell'incendo della Salle Favart. Una copia del libretto é conservata.
- Le roman d'Elvire (opéra-comique), 1860 - con Adolphe de Leuven, musica di Ambroise Thomas.

### Testi attribuiti a Dumas
- Le due Diane (Les Deux Diane), 1846 [romanzo]
- Vie et Aventures de la princesse de Monaco, 1854
- Madame du Deffand, 1855 in feuilleton; poi in volume nei 1856-1857
- La Dame de volupté, 1855; poi versione aumentata, 1864
- Les Deux Reines, 1864 (seguito de La Dame de Volupté)
- Un pays inconnu, 1865
- Un cadet de famille ou Mémoires d'un jeune cadet, 1856
- Un courtisan, 1856
- Robin Hood. Il principe dei ladri (Le Prince des voleurs), 1872 [postumo]
- Robin Hood il proscritto (Robin Hood le proscrit), 1873 [postumo]

## Traduzioni italiane
Non è semplice fornire un elenco dettagliato delle opere del Dumas padre, dal momento che i suoi romanzi cominciarono a circolare in Italia nel corso del XIX secolo e queste ultime sono state presentate, spesso con criteri filologicamente poco corretti, in forme più o meno integrali dagli editori nostrani.
Di seguito un breve elenco delle traduzioni italiane integrali delle opere di Dumas:
- I Tre Moschettieri, traduzione di A. Fabietti, Milano 1928, Barìon;
- I Tre Moschettieri, traduzione di G. Aventi, Milano 1935, Rizzoli;
- I Tre Moschettieri, traduzione di L. Premi, Roma 1953, Casini;
- I Tre Moschettieri, traduzione di F. Malle Gallia 1954, Torino, UTET;
- Vent’anni dopo, traduzione di G. Di Belsito, Sesto San Giovanni 1933, Barìon;
- Vent’anni dopo, traduzione di G. Aventi, Milano 1935, Rizzoli;
- Vent’anni dopo, traduzione di L. Premi, Roma 1956, Casini;
- Il Visconte di Bragelonne, traduzione di T. Monicelli, Milano 1937-1938, Rizzoli;
- Il Visconte di Bragelonne, traduzione di C. Siniscalchi, Milano 1978, Lucchi;
- Il Conte di Montecristo, traduzione di E. Franceschini, Milano 1984, Mondadori; in seguito 1998, BUR, con un saggio di U. Eco;
- Il corricolo, traduzione di G. Doria, Napoli 1950, Ricciardi;
- Kean ovvero genio e sregolatezza, traduzione di G. Petriccione, Milano 1955, Rizzoli.
- Viaggio in Calabria, traduzione di A. Coltellaro, Soveria Mannelli 2006, Rubbettino.
- I Mille e un Fantasmi, traduzione di V. Amelia Bordet, 2025, Altri Tempi Edizioni.

## Valore letterario

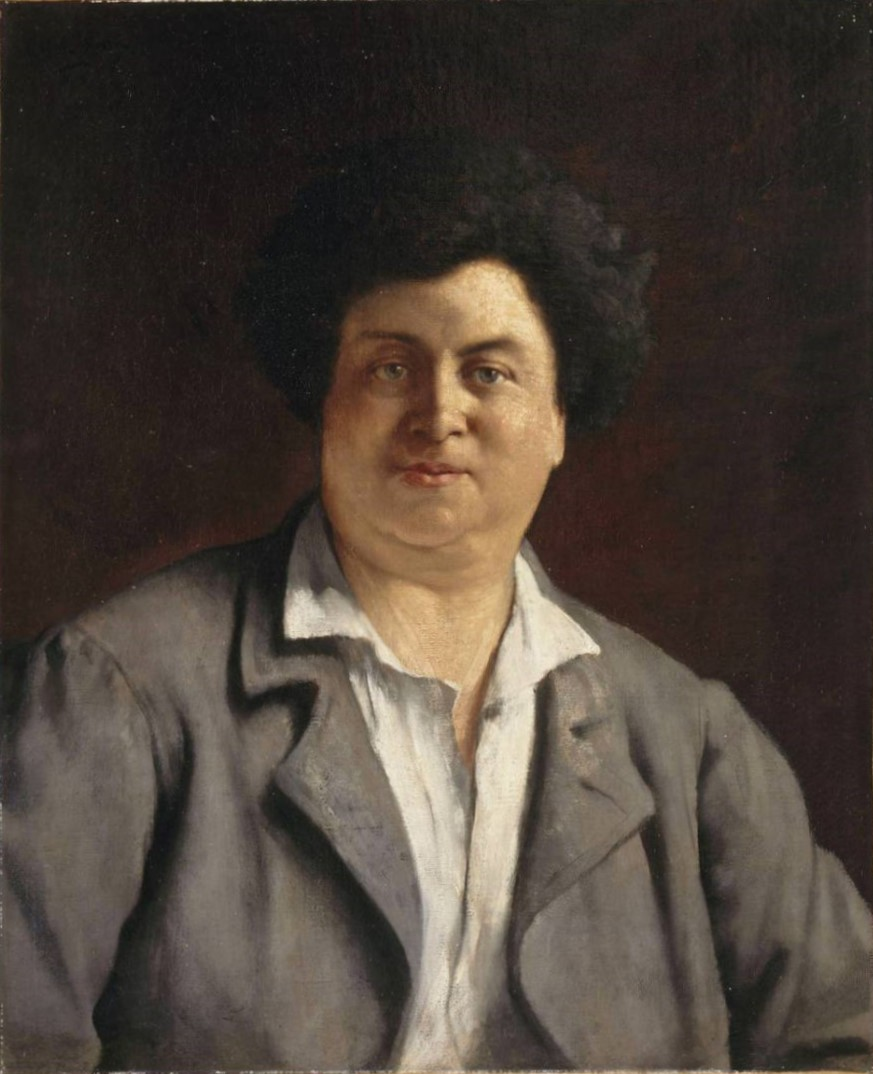
Dumas in un ritratto del 1878 di C. Bellay

Spesso Alexandre Dumas padre è considerato uno scrittore di secondo ordine, nonostante sia fra i più grandi scrittori francesi di tutti i tempi. Se è vero che lo stile della sua prosa non è sempre di prim'ordine (periodi lunghissimi e ridondanti, frequenti ripetizioni), è pur vero che questo non ne ha compromesso la scorrevolezza dei testi. Peraltro, personaggi come d'Artagnan o Edmond Dantès hanno dimostrato di possedere una immediata capacità di penetrazione nell'immaginario, caratteristica, questa, che nella storia della letteratura può essere associata a pochi altri scrittori. Inoltre, Dumas è in assoluto lo scrittore le cui opere hanno ispirato il maggior numero di riduzioni cinematografiche e televisive: rientrano nell'ordine delle centinaia. E, infine, il genere nel quale eccelleva – quello del romanzo d'appendice (o feuilleton), pubblicato a puntate sui giornali – è da considerare il precursore del racconto popolare a puntate per radio o televisione. I moderni teleromanzi e le "soap opere" sono ampiamente debitori al feuilleton per quanto riguarda le tecniche atte a creare, nel lettore/spettatore, l'attesa impaziente della puntata successiva. 
La paternità di alcune sue opere è stata in parte contestata; fu sospettato da diversi critici del tempo di aver fatto ricorso alla collaborazione di altri, in particolare di Auguste Maquet. Tuttavia le ricerche contemporanee hanno dimostrato che Dumas aveva instaurato una collaborazione con quest'ultimo: lui si occupava di scegliere il tema generale e modificava gli schizzi di Maquet per renderli più dinamici. Non possiamo quindi negargli la paternità della sua opera, anche se forse non avrebbe potuto realizzare tutti i suoi capolavori degli anni 1844–1850 senza la presenza al suo fianco di collaboratori efficienti e discreti. Questa argomentazione è stata spesso utilizzata dai detrattori del romanziere per sostenere una tesi secondo la quale Dumas non scriveva direttamente i suoi libri. Maquet ha senz'altro giocato un ruolo importante nella redazione dei principali capolavori di Dumas, dalla serie dei Moschettieri fino a quella della regina Margot, passando per il conte di Montecristo, che però, com'è stato spesso precisato sia in Francia (Eugène de Mirecourt), sia in Italia (Francesco de Sanctis), deve essere almeno in parte attribuito a Pier Angelo Fiorentino, un altro collaboratore del romanziere francese. D'altra parte, i compiti di Maquet erano circoscritti: dopo un'elaborazione congiunta del piano dell'opera, egli si occupava delle ricerche storiche necessarie e redigeva una prima bozza, a partire dalla quale Dumas scriveva i testi che si conoscono. Dopo anni di collaborazione fruttuosa, la relazione tra i due uomini si guastò per via di un processo in ragione di alcune somme di denaro che Dumas doveva a Maquet. Le opere autonome di quest'ultimo non sono passate alla storia.

## Testi originali disponibili in versione libera
- (FR) Alexandre Dumas, Comte de Monte-Cristo. 1, Paris, Calmann Levy : Ancienne Maison Michel Levy frères, 1889. URL consultato il 23 maggio 2016.
- (FR) Alexandre Dumas, Comte de Monte-Cristo. 2, Paris, Calmann Levy : Ancienne Maison Michel Levy frères, 1889. URL consultato il 23 maggio 2016.
- (FR) Alexandre Dumas, Comte de Monte-Cristo. 3, Paris, Calmann Levy : Ancienne Maison Michel Levy frères, 1890. URL consultato il 23 maggio 2016.
- (FR) Alexandre Dumas, Comte de Monte-Cristo. 4, Paris, Calmann Levy : Ancienne Maison Michel Levy frères, 1890. URL consultato il 23 maggio 2016.
- (FR) Alexandre Dumas, Comte de Monte-Cristo. 5, Paris, Calmann Levy : Ancienne Maison Michel Levy frères, 1890. URL consultato il 23 maggio 2016.
- (FR) Alexandre Dumas, Comte de Monte-Cristo. 6, Paris, Calmann Levy : Ancienne Maison Michel Levy frères, 1889. URL consultato il 23 maggio 2016.
- (FR) Alexandre Dumas, Impressions de voyage. La Villa Palmieri, Paris, Calmann Lévy, 1899. URL consultato il 23 maggio 2016.
- (FR) Alexandre Dumas, Trois mousquetaires, Paris, Dufour, Boulanger et Legrand, 1863. URL consultato il 23 maggio 2016.
- (FR) Alexandre Dumas, Vingt ans après, Paris, MM. J.-B. Fellens et L. P. Dufour, 1846. URL consultato il 23 maggio 2016.
- Bric-à-brac (libro elettronico Archiviato il 24 agosto 2004 in Internet Archive.)
- La dama di Monsoreau (libro elettronico: volume I Archiviato il 24 agosto 2004 in Internet Archive., II Archiviato il 24 agosto 2004 in Internet Archive. e III Archiviato il 21 giugno 2004 in Internet Archive.)
- Enrico III e la sua corte (libro elettronico Archiviato il 4 giugno 2004 in Internet Archive.)
- Il Capitano Arena (libro elettronico Archiviato il 4 giugno 2004 in Internet Archive.)
- Il Corricolo (libro elettronico Archiviato il 24 agosto 2004 in Internet Archive.)
- Le Speronare (libro elettronico Archiviato il 24 agosto 2004 in Internet Archive.)
- I Quarantacinque (libro elettronico in francese: volume I Archiviato il 4 giugno 2004 in Internet Archive., II Archiviato il 4 giugno 2004 in Internet Archive. e III Archiviato il 30 settembre 2004 in Internet Archive.)
- Una notte a Firenze sotto Alessandro de’Medici (libro elettronico)

### Influenza culturale
Nel 2009 Edizioni Piemme ha pubblicato il romanzo La strana giornata di Alexandre Dumas, di Rita Charbonnier, nel quale lo scrittore trascorre una giornata intera in compagnia di un'anziana signora intenzionata a fargli scrivere un feuilleton su di lei. Sulla relazione professionale tra Alexandre Dumas padre e Auguste Maquet, il suo principale collaboratore alla stesura dei testi, i drammaturghi francesi Cyril Gély ed Eric Rouquette hanno scritto un dramma, più volte rappresentato in Francia: Signé Dumas (Firmato Dumas). Dal testo teatrale è stato tratto un film, L'autre Dumas (L'altro Dumas), con Gérard Depardieu nel ruolo di Dumas, uscito in Francia nel mese di febbraio 2010. Il film è stato fortemente criticato per la scelta dell'attore protagonista, un bianco, mentre Dumas era per un quarto di ascendenza "africana": «il film è sintomatico della discriminazione di cui sono vittime le persone uscite dalla diversità e delle difficoltà delle élite di riconoscerlo».
Nel romanzo di Umberto Eco, Il cimitero di Praga, viene attribuita ad Alexandre Dumas una denuncia silenziosa e occulta tra le pieghe delle sue opere, del gesuitismo come nemico della monarchia francese che sfocerà successivamente nella massoneria, la quale, già ne Il pendolo di Foucault, è ritenuta a capo di ogni complotto per il controllo del mondo. Nel film Django Unchained di Quentin Tarantino, Alexandre Dumas viene preso ad esempio come geniale uomo di colore dal dottor King Schultz, per contrastare il negriero Calvin Candie, il quale sosteneva che i neri non posseggono geneticamente la creatività o l'intelligenza degli uomini bianchi.

### Romanzi apocrifi
- Albert Blanquet, Les amours de d'Artagnan, Éd. Le passe-temps, 1858; trad. Napoli: Morelli, 1860
- Eugène D'Auriac, D'Artagnan il moschettiere, Trieste: Coen, 1860
- Frantz Beauvallet e Léon Beauvallet, M.lle D'Artagnan, Éd L. Boulanger, 1893
- Paul Féval, Il segreto della bastiglia D'Artagnan contro Cyrano Di Bergerac, trad. di Ugo Ferrara di Bertavilla, Torino: Cosmopolita, 1926; Firenze: Nerbini, 1940